# Nachfrageschock
Nachfrageschocks sind von außen verursachte Veränderungen der Nachfrage, die sich auf das Produktionsvolumen, das Preisniveau und zumeist auf das Beschäftigungsniveau auswirken.

## Negativer Nachfrageschock
Ein negativer Nachfrageschock kann z. B. durch einen Rückgang der Exporte wegen einer Aufwertung der Währung oder eine nachlassende Investitionstätigkeit aufgrund nachlassenden Vertrauens in die Wirtschaftskraft verursacht sein. Ein Beispiel aus der neueren Geschichte ist die Weltfinanzkrise 2007–2008. 
Bei einem negativen Nachfrageschock sinkt das Preisniveau (Deflation) zusammen mit der Gesamtproduktion, dies hat in der Regel negative Auswirkungen auf die Beschäftigung. 
Negative Nachfrageschocks werden in der Europäischen Union durch expansive Geldpolitik bekämpft.

## Positiver Nachfrageschock
Ein positiver Nachfrageschock (von außen verursachter Nachfrageanstieg) führt zu einer Ausweitung der Produktion und der Beschäftigung. Die erhöhte Beschäftigung erhöht die Verhandlungsmacht der Beschäftigten und sie können einen höheren Nominallohnanstieg durchsetzen. Die Unternehmen erhöhen ihrerseits die Preise. Die Inflationsrate erhöht sich. Wenn sich das Verhalten der Marktteilnehmer perpetuiert, kann ein initialer positiver Nachfrageschock zu einem wiederholten Anstieg der Inflationsrate führen. Die Ursache ist der ungelöste Verteilungskonflikt zwischen Löhnen und Profiten, der zu einer Lohn-Preis-Spirale führen kann.